# Hvideätten
Hvideätten var en dansk uradelsätt, som är känd från 1000-talet. Huvudätten utslocknar omkring 1300, men utgrenades i flera efterföljande ätter som var utslocknade 1511, varifrån ett antal nu levande danskar kan spåra anor ned till Skjalm Hvide.
Hvide blev den mäktigaste och mest respekterade adelsätten under den danska medeltiden, efter att kung Valdemar den stores seger över Sven Grate. Hvideätten är uppkallad efter den äldst kända förfadern Skjalm Hvide. Under högmedeltiden använde den välkända och relativt förgrenade ätten inte Hvide som släktnamn utan använde namn som Rani, Galen och Litle. Uttrycket kommer ifrån eftertidens släktforskares försök att skapa en koppling mellan förgreningar av flera ingifta släkter.
Både namngivningskonventioner och vapenvarianter gör det svårt att skilja mellan de manliga och kvinnliga linjerna från ätten. Kvinnorna gifte sig, med män från andra betydelsefulla ätter, vars ättlingar, som man känner till exempel, antog spinnsidans vapensköld med en färgvariant istället för den sköld som ärvts från svärdssidan. Hvide ägde ett stort antal gods både på Själland, i Skåne och i Jylland. På grundval av de enskilda ättegrenarnas huvudsakliga egendomar och bostadsorter finns det dock en ganska stark bakgrund för att dela upp ätten i två grupper: de själländska Hvide och de jylländska Hvide.
Vapen
Blasonering: En fem gånger delad vapensköld i blått och guld, eller blått och silver.

## Historia
Ättens framträdande ställning framgår redan i kung Valdemars jordebok från 1231. Inom kronans ämbeten innehade ätten betydande befattningar som regeringschef, kansler, kammarherre, drost och gäldker och inom kyrkan blev inte mindre än tio av ättens blev biskopar; fem av dem till och med ärkebiskopar. Två av kvinnorna ur ätten blev drottningar i Sverige.
Den äldsta kända medlemmen är Skjalm Hvide, som ämnade samla en flotta för att hämnas på vender som dräpt hans bror Aude. Skjalm Hvide var också fosterfar till Knut Lavard, kung Erik Ejegods son. Skjalms ena son Asser Rig var fosterfar till Lavards son Valdemar (senare den store). Skjalms andra son Ebbe Skjalmsen var farfar till Sunesönerna, bland andra Anders Sunesen, som blev stamfar för den ätt som senare antog namnet Galen.
När Knud Lavard dödades 1131 av den avsatte svenske kungen Magnus Nilsson ledde Hvideättens Esbern Snare, Absalon och Sune Ebbesen tillsammans med Lavards bröder upproret mot Magnus och hans far kung Nils av Danmark. 
Efter Valdemars seger över Sven Grathe belönades Hvidarna rikt och var den dominerande maktfaktorn i Danmark fram till 1200-talet.
Svenska drottningar från Hvideätten:
- Kristina Stigsdotter
- Benedikta Ebbesdotter.

En annan Hvideätt stammar från den danske marsken Stig Andersen Hvides ättlingar, av vilka flera spelade en framträdande roll under 1300- och 1400-talet. Inte heller denna ätt kallades under medeltiden Hvide, men en gren antog namnet under 1500-talet. Ätten utdog under samma sekel.
Nyaste forskningen om ätten är Efterslægtstavle for Skjalm Hvide i Danmarks Adels Aarbog 2009-11 (utg. 2012).